# Asaccus nasrullahi
Asaccus nasrullahi är en ödleart som beskrevs av  Werner 2006. Asaccus nasrullahi ingår i släktet Asaccus och familjen geckoödlor. IUCN kategoriserar arten globalt som livskraftig. Inga underarter finns listade i Catalogue of Life.